# Hyundai Xcient
Il Hyundai Xcient è un autocarro pesante prodotto dal costruttore sudcoreano Hyundai Motor Company dal 2013. 
È stato presentato al Motor Show di Seul 2013 come successore del Hyundai Trago.

## Contesto e descrizione
Tutti i precedenti veicoli commerciali Hyundai erano basati sui modelli Mitsubishi Fuso Truck e Bus Corporation o erano basati su autocarri giapponese (come lo era il Trago). Lo Xcient è stato sviluppato nel corso di 3 anni con un costo di 200 miliardi di Won. Rispetto al suo predecessore, presenta un maggiore spazio in cabina e un equipaggiamento più moderno per incrementare il comfort del conducente.
Al momento della presentazione, Hyundai offre due varianti di motore: un motore diesel da 10,1 litri con iniezione common rail da 414 CV e la versione top di gamma da 12,7 litri con 520 CV. 
La gamma dello Xcient successivamente è stata ampliata con potenze motore che vanno da 360 a 520 CV nelle varianti Euro III ed Euro IV, con cambio a doppia frizione a 12 o 16 velocità.

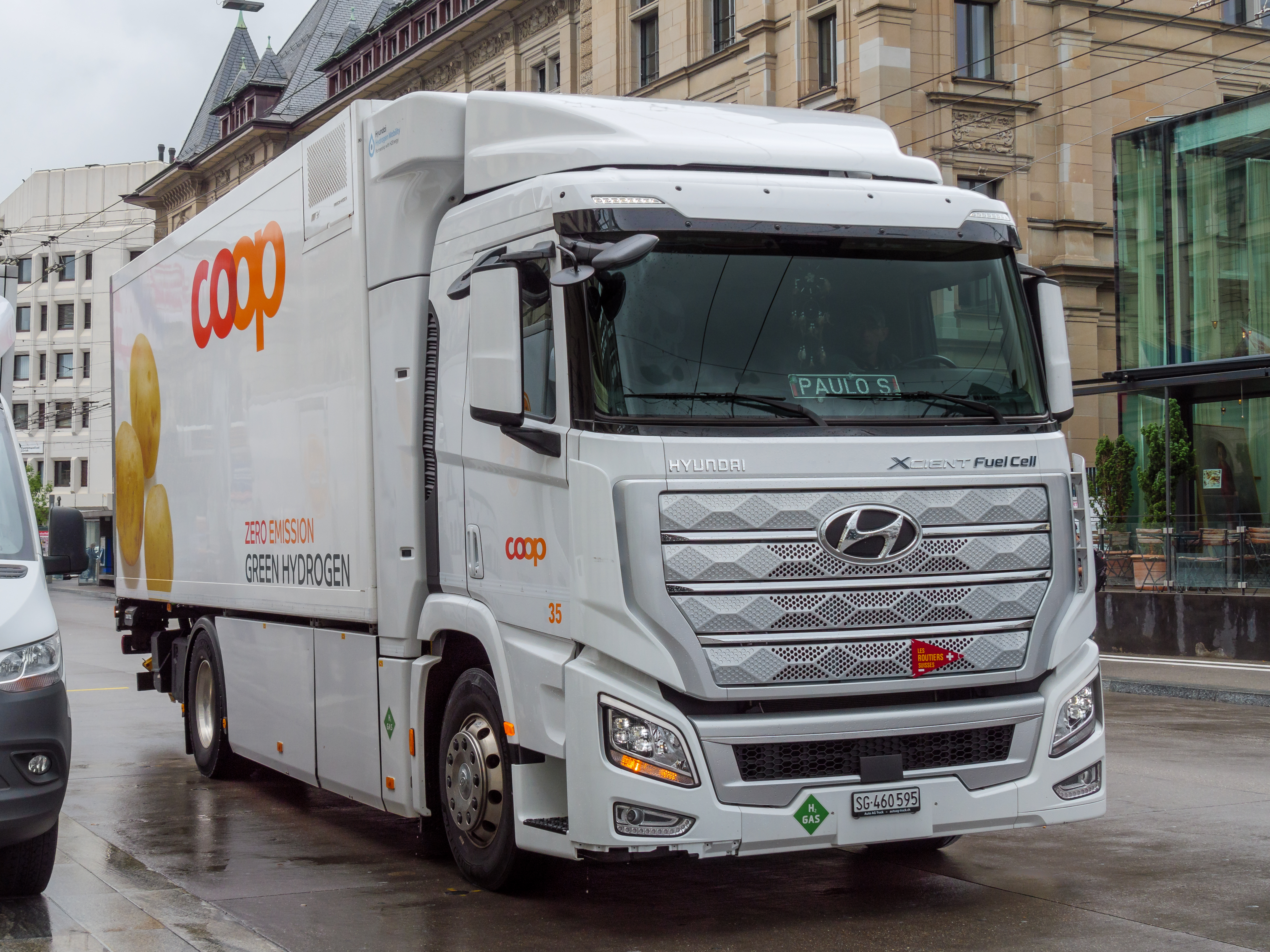
Hyundai Xcient Fuel Cell

L'Xcient offre un volume della cabina di oltre 1.000 litri nelpla versione con tetto alto 3,92 metri.

## Versione a idrogeno
Nel 2020 la Hyundai, attraverso una joint venture con la società svizzera H2 Energy AG, ha avviato la produzione di una versione del camion da 34 tonnellate alimentato da celle a combustibile a idrogeno. I veicoli sono in grado di percorrere 400 chilometri con un pieno di serbatoio d'idrogeno da 350 bar e impiegano da 8 a 20 minuti per rifornirsi.